# Saltos ornamentais na Universíada de Verão de 2011
Os saltos ornamentais na Universíada de Verão de 2011 foram disputado no Ginásio de Esportes Aquáticos (que também foi o local de treinamento) em Shenzhen,na China entre 16 e 22 de agosto de 2011.

## Medalhistas

### Masculino
| Evento            | Ouro                        | Ouro            | Prata                                        | Prata           | Bronze                                       | Bronze          |
| Trampolim de 1m   | Trampolim de 1m             | Trampolim de 1m | Trampolim de 1m                              | Trampolim de 1m | Trampolim de 1m                              | Trampolim de 1m |
| ----------------- | --------------------------- | --------------- | -------------------------------------------- | --------------- | -------------------------------------------- | --------------- |
| Individual        | CHN Lin Jin                 | 487,00          | CHN Sun Zhiyi                                | 460,20          | UKR Illya Kvasha                             | 454,44          |
| Trampolim de 3m   |                             |                 |                                              |                 |                                              |                 |
| Individual        | CHN He Chong                | 539,30          | MEX Julián Sanchez                           | 449,95          | RUS Ilya Zakharov                            | 471,95          |
| Sincronizado      | CHN China Qin Kai Lin Jin   | 419,07          | MEX México Rommel Pacheco Jonathan Ruvalcaba | 385,32          | JPN Japão Yu Okamoto Sho Sakai               | 374,40          |
| Plataforma de 10m |                             |                 |                                              |                 |                                              |                 |
| Individual        | CHN Wu Jun                  | 537,00          | RUS Victor Minibaev                          | 528,75          | MEX Rommel Pacheco                           | 492,05          |
| Sincronizado      | CHN China Luo Liang Lin Hue | 476,69          | RUS Rússia Victor Minibaev Ilya Zakharov     | 453,42          | MEX México Rommel Pacheco Jonathan Ruvalcaba | 421,50          |
| Equipe            |                             |                 |                                              |                 |                                              |                 |
| Equipe            | CHN China                   | —               | UKR Ucrânia                                  | —               | RUS Rússia                                   | —               |

### Feminino
| Evento            | Ouro                           | Ouro            | Prata                                      | Prata           | Bronze                                            | Bronze          |
| Trampolim de 1m   | Trampolim de 1m                | Trampolim de 1m | Trampolim de 1m                            | Trampolim de 1m | Trampolim de 1m                                   | Trampolim de 1m |
| ----------------- | ------------------------------ | --------------- | ------------------------------------------ | --------------- | ------------------------------------------------- | --------------- |
| Individual        | CHN Shi Tingmao                | 320,65          | USA Kelci Bryant                           | 340,00          | CHN Chen Ye                                       | 283,30          |
| Trampolim de 3m   |                                |                 |                                            |                 |                                                   |                 |
| Individual        | CHN He Zi                      | 384,70          | CHN Wang Han                               | 370,00          | MEX Paola Espinosa                                | 323,60          |
| Sincronizado      | CHN China He Zi Wang Han       | 324,20          | UKR Ucrânia Olena Fedorova Hanna Pysmenska | 301,50          | USA Estados Unidos Bianca Alvarez Carrie Dragland | 292,50          |
| Plataforma de 10m |                                |                 |                                            |                 |                                                   |                 |
| Individual        | MEX Paola Espinosa             | 385,25          | MAS Pandelela Rinong                       | 381,75          | CHN Wang Xin                                      | 370,55          |
| Sincronizado      | CHN China Wang Xin Chen Ruolin | 349,98          | MEX México Paola Espinosa Tatiana Ortiz    | 330,48          | MAS Malásia Pandelela Rinong Mun Yee Leong        | 316,98          |
| Equipe            |                                |                 |                                            |                 |                                                   |                 |
| Equipe            | CHN China                      | —               | USA Estados Unidos                         | —               | MAS Malásia                                       | —               |

## Quadro de medalhas
| Ordem | País               | Medalha de ouro | Medalha de prata | Medalha de bronze |    |
| ----- | ------------------ | --------------- | ---------------- | ----------------- | -- |
| 1     | CHN China          | 11              | 2                | 2                 | 14 |
| 2     | MEX México         | 1               | 3                | 3                 | 7  |
| 3     | RUS Rússia         |                 | 2                | 2                 | 4  |
| 4     | USA Estados Unidos |                 | 2                | 1                 | 5  |
| 5     | MAS Malásia        |                 | 1                | 2                 | 3  |
| 6     | JPN Japão          |                 |                  | 1                 | 1  |
| TOTAL | TOTAL              | 12              | 12               | 12                | 36 |